# That's Nasty (bài hát)
"That's Nasty" là một ca khúc của nam ca sĩ nhạc rap Pitbull, hợp tác với Lil Jon và Fat Joe. Ca khúc được chọn làm đĩa đơn thứ hai cho album đầu tay của Pitbull, M.I.A.M.I., và được phát hành vào ngày 3 tháng 8 năm 2004. "That's Nasty" được sáng tác bởi Armadno Pérez, Joseph Antonio Cartagena, Jonathan Smith và được sản xuất bởi Lil Jon.

## Danh sách ca khúc
1. "That's Nasty" – 4:12[2]

## Lịch sử phát hành
| Quốc gia | Ngày               | Định dạng       | Hãng đĩa |
| -------- | ------------------ | --------------- | -------- |
| Mỹ       | 3 tháng 8 năm 2004 | Tải kỹ thuật số | TVT      |